# Clairton
Clairton è una city degli Stati Uniti d'America, nella contea di Allegheny nello Stato della Pennsylvania, situata lungo il fiume Monongahela. Secondo il censimento del 2010 la popolazione è di 6 796 abitanti.
Nella città ha sede il più grande impianto di produzione di coke negli Stati Uniti: la Clairton Works.

## Nel cinema
Il regista Michael Cimino ha ambientato a Clairton il suo film di maggior successo: Il cacciatore, del 1978, con Robert De Niro, Christopher Walken, Meryl Streep, John Cazale e John Savage, tutt'oggi considerato uno dei massimi capolavori del cinema mondiale.